# Eotetranychus aurantii
Eotetranychus aurantii är en spindeldjursart som först beskrevs av Targioni Tozzetti 1878.  Eotetranychus aurantii ingår i släktet Eotetranychus och familjen Tetranychidae. Inga underarter finns listade i Catalogue of Life.